# Hackerský útok na Bitfinex v roce 2016
V srpnu 2016 zasáhl kryptoměnovou burzu Bitfinex hackerský útok, během kterého bylo odcizeno přibližně 119 756 bitcoinů, tehdy v hodnotě zhruba 71 milionů dolarů. Oba přiznali v roce 2023 vinu ohledně obvinění z praní špinavých peněz.

## Průběh útoku
Útočník Ilya Lichtenstein pronikl do sítě Bitfinexu za použití pokročilých hackerských nástrojů a technik. Neoprávněně schválil více než 2 000 transakcí, čímž převedl 119 754 bitcoinů na peněženku pod svou kontrolou. Poté se pokusil zahladit stopy smazáním přístupových údajů a dalších záznamů v síti Bitfinexu.

## Reakce
Po zjištění útoku burza pozastavila veškeré výběry a obchodování s bitcoiny. Hodnota bitcoinu na trhu klesla o 20 %, což snížilo hodnotu odcizených bitcoinů na 58 milionů dolarů. Zákazníkům burzy, včetně těch, jejichž účty nebyly přímo napadeny, byla snížena zůstatková hodnota o 36 % a obdrželi BFX tokeny jako kompenzaci. V červenci 2023 Bitfinex ve spolupráci s Ministerstvem vnitřní bezpečnosti USA získal zpět přibližně 315 000 dolarů v hotovosti a kryptoměnách odcizených při útoku v roce 2016. Tyto prostředky budou přerozděleny držitelům Recovery Right Tokenů, digitálních mincí vydaných lidem, kteří utrpěli finanční ztráty v důsledku hackerského útoku.

## Vyšetřování a soudní proces
V únoru 2022 americké úřady zatkly Ilyu Lichtensteina a jeho manželku Heather R. Morganovou za spiknutí s cílem prát odcizené bitcoiny, jejichž hodnota tehdy činila 4,5 miliardy dolarů. Vyšetřovatelé získali přístup k šifrovanému souboru, který obsahoval adresy a privátní klíče k odcizeným prostředkům, což vedlo k zabavení části bitcoinů. V listopadu 2024 byl Lichtenstein odsouzen k pěti letům vězení za krádež a praní přibližně 1 miliardy dolarů v bitcoinech. Morganová, která hrála menší roli v praní peněz, byla odsouzena k 18 měsícům vězení. Lichtenstein po odpykání trestu plánuje nastoupit do oblasti kybernetické bezpečnosti.

## Odraz v kultuře
Netflix uvedl dokument nazvaný Ukradené krypto: Největší loupež v dějinách.
Útok se objevil také v 319. epizodě podcastu Unchained, nazvané How Law Enforcement Tracked Down $3.6 Billion in Bitcoin.